# Dagli archivi della polizia criminale
Dagli archivi della polizia criminale è un film poliziesco del 1973 diretto da Paolo Lombardo.

## Trama
Dall'archivio della polizia criminale di Londra l'infedele poliziotto Larsen sottrae un microfilm con la documentazione dei crimini di Cosa nostra per consegnarlo ad Austran detto il Tunisino. Alla caccia del microfilm si scatenano anche il detective Teddy e la bella Jane, inviata speciale del Times.

## Produzione
Film poliziesco assemblato dal regista Paolo Lombardo utilizzando parte di un vecchio film spionistico ambientato tra Italia e Tunisia, rimasto incompleto.

## Distribuzione

### Home Video
Il film è stato pubblicato in DVD dall'etichetta Alan Young.